# محمد زمان
محمد زمان هو سياسي أفغاني، ولد في 29 أبريل 1965، وتوفي في 22 فبراير 2010.